# TUM School of Engineering and Design
Die TUM School of Engineering and Design  ist eine der sieben Schools der Technischen Universität München.

## Geschichte
Die TUM School of Engineering and Design entstand im Zuge einer grundlegenden Reform der Organisationsstruktur der TUM (Agenda 2030). Dabei werden die bisherigen Fakultäten durch Schools und Departments sowie interdisziplinäre Forschungszentren ersetzt. Durch diese Umstellung soll unter anderem die Innovativität gefördert werden, interne Abläufe beschleunigt und die Wissenschaftler entlastet werden.
Unter anderem wurden folgende ehemalige Fakultäten in die School integriert:
- Fakultät für Architektur
- Ingenieurfakultät Bau Geo Umwelt
- Fakultät für Luftfahrt, Raumfahrt und Geodäsie
- Fakultät für Maschinenwesen
- Teile der Fakultät für Elektrotechnik und Informationstechnik

## Aufbau
Die TUM School of Engineering and Design umfasst über 11.000 Studierende, 2.000 Doktoranden, 124 Professuren, 1.600 wissenschaftliche und 500 nicht-wissenschaftliche Mitarbeiter (Stand 2022). Die School of Engineering and Design besteht aus den folgenden acht Departments:
- Aerospace & Geodesy (Luft- und Raumfahrt sowie Geodäsie)
- Architecture (Architektur)
- Civil and Environmental Engineering (Bau- und Umweltingenieurwesen)
- Energy and Process Engineering (Energie- und Verfahrenstechnik)
- Engineering Physics and Computation
- Materials Engineering (Materialwissenschaft und Werkstofftechnik)
- Mechanical Engineering (Maschinenbau)
- Mobility Systems Engineering (Verkehrstechnik)

## Standorte

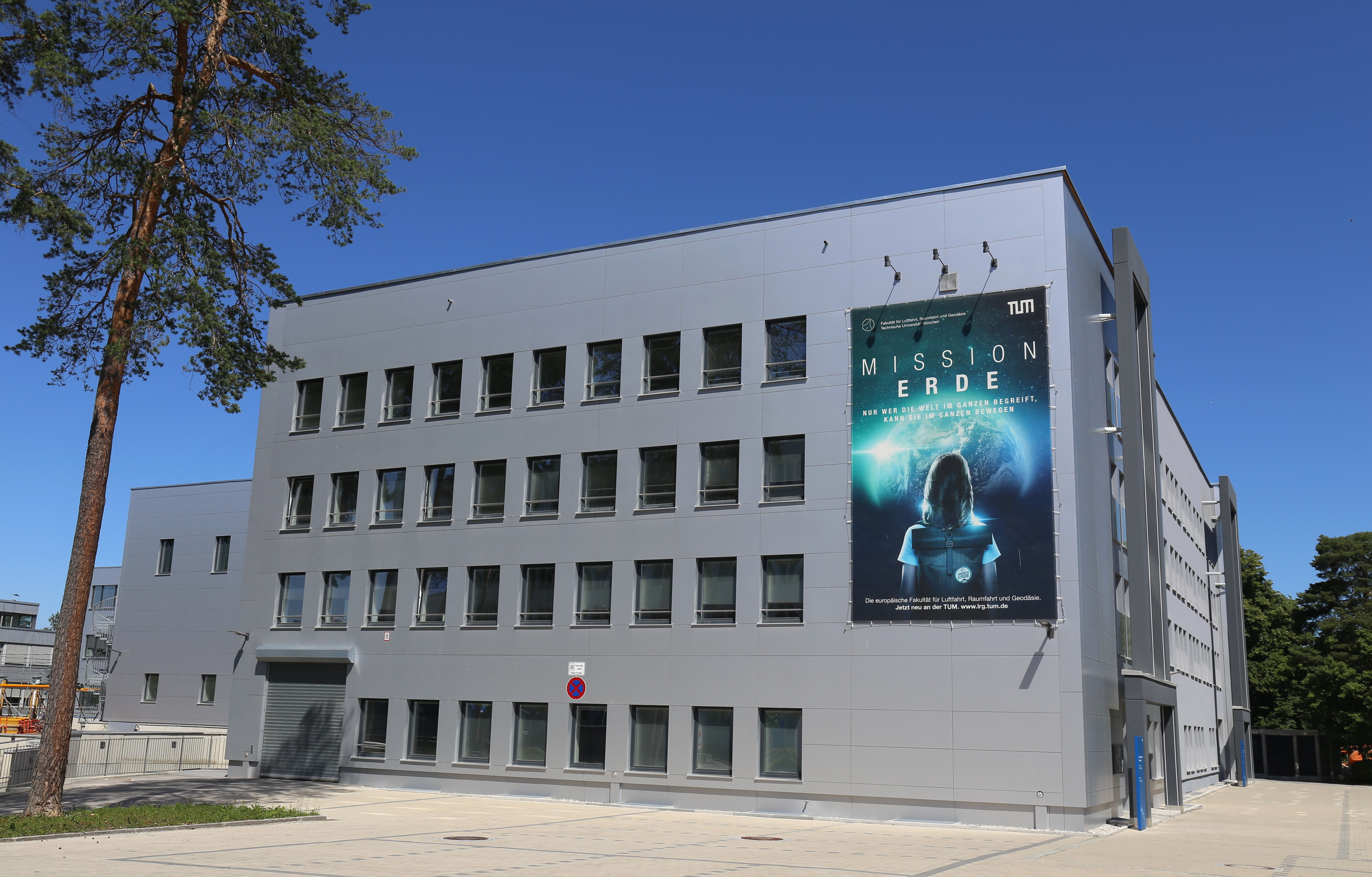
TUM Campus Ottobrunn

Die Departments der TUM School of Engineering and Design sind an drei Standorten vertreten:
München Innenstadt-Campus
Der Innenstadt-Campus an der Arcisstraße (Stammgelände) ist der offizielle Standort der TUM School of Engineering and Design. Des Weiteren befinden sich hier die Fakultät für Elektrotechnik und Informatikstechnik, die TUM School of Management sowie das Hochschulpräsidium. Der Innenstadt-Campus beheimatet das Department of Architecture und Civil and Environmental Engineering.
Campus Garching
Ein Großteil der School befindet sich am Campus der TUM in Garching bei München. Das Gebäude beherbergt mit seinen ca. 52.000 m² Hauptnutzungsfläche einen Großteil der Lehr- und Forschungseinrichtungen der School sowie eine Teilbibliothek, eine Cafeteria des Studentenwerks München und drei kleine Shops. Der Campus Garching beheimatet das Department of Energy and Process Engineering, Engineering Physics and Computation, Materials Engineering, Mechanical Engineering sowie Mobility Systems Engineering.
Zusätzlich befinden Auf dem Garchinger Forschungscampus in direkter Nachbarschaft vier Max-Planck-Institute (für Astrophysik, Extraterrestrische Physik, Plasmaphysik und Quantenoptik), das Walther-Meißner-Institut für Tieftemperaturforschung, das Walter Schottky Institut und das Hauptquartier der Europäischen Südsternwarte (ESO) angesiedelt. Zu den kerntechnischen Forschungseinrichtungen der TUM in Garching gehören unter anderem der Forschungsreaktor München (das „Atomei“) und der Siemens Argonaut Reaktor (welche beide mittlerweile außer Betrieb sind) sowie die neue Forschungs-Neutronenquelle Heinz Maier-Leibnitz.
Campus Ottobrunn
Der Campus in Ottobrunn wurde im Jahr 2021 als Teil des Space Valley gegründet und sollte Teil der neuen Fakultät für Luft- und Raumfahrttechnik werden. Im Zuge der Restrukturierung in die School of Engineering and Design beheimatet der Campus Ottobrunn nun das Department of Aerospace and Geodesy.